# Ceratomyxa quadritaenia
Ceratomyxa quadritaenia is een microscopische parasiet uit de familie Ceratomyxidae. Ceratomyxa quadritaenia werd in 1984 beschreven door Kovaljova & Zubchenko. 